# Saint-Laurent-du-Cros

Saint-Julien-en-Beauchêne este o comună în departamentul Hautes-Alpes, Franța. În 1 ianuarie 2022 avea o populație de 575 de locuitori.